# Silvia Calderoni
Pour les articles homonymes, voir Calderoni.
Silvia Calderoni, née le 9 septembre 1981 à Lugo, est une actrice italienne.

## Biographie
Silvia Calderoni naît à Lugo le 9 septembre 1981.
Elle travaille depuis l'an 2000 en tant qu'interprète, actrice et auteure sur la scène contemporaine et de recherche italienne. Sa formation, s'est déroulée en dehors des académies et dans le milieu du théâtre expérimental indépendant. En 2006, elle entame sa collaboration avec la compagnie Motus, dont elle est toujours membre actif et la principale interprète. En 2011, elle joue aux côtés de Judith Malina dans The plot is the revolution, partageant la scène avec la fondatrice historique du Living Theatre dans l'un de ses derniers shows. Depuis 2015, elle tourne dans les principaux théâtres et festivals internationaux, notamment dans le spectacle MDLSX,,,, tout en continuant à mener des recherches plus expérimentales.

## Théâtre
- MDLSX, compagnie Motus, de Enrico Casagrande et Daniela Nicolò, 2015[2],[3],[4],[5],[6],[7],[8]
- The present is not enough de Silvia Calderoni et Ilenia Caleo, 2023[9]

## Filmographie
- La Légende de Kaspar Hauser, film de 2012 de Davide Manuli : Kaspar Hauser[10]
- Riccardo va all'inferno, film de 2017 de Roberta Torre : Gemella[11]
- Una storia senza nome, film de 2018 de Roberto Andò : Romeo Agate[12]
- Last Words, film de 2020 de Jonathan Nossiter : Dima[13].

## Séries télévisées
Elle interprète la louve dans Romulus, série télévisée de 2020 de Matteo Rovere.